# Andy Gray
Andrew David "Andy" Gray, född 15 november 1977 i Harrogate, England, är en skotsk före detta professionell fotbollsspelare och anfallsspelare som senast spelade i Bradford City. Han är son till den framstående vänsteryttern Eddie Gray i Don Revies Leeds United på 1960 och 1970-talet och är en product från Leeds ungdomsverksmhet. Gray spelade tidigare för bland andra Leeds United, Nottingham Forest, Bradford City, Sheffield United, Sunderland, Burnley,  Charlton Athletic och Barnsley innan han återigen köptes av Leeds inför säsongen 2012/2013. Han flyttade dock till Bradford City under transferfönstret i januari 2013.
Trots att han är född i England kvalificerar han via släktskap för spel i skotska landslaget och har spelat två landskamper för Skottland.